# Chiesa di Santa Maria delle Grazie (Sant'Agata sui Due Golfi)
La chiesa di Santa Maria delle Grazie è una chiesa di Sant'Agata sui Due Golfi, frazione di Massa Lubrense; è sede parrocchiale.

## Storia
Non si è conoscenza della data precisa della fondazione della chiesa: il primo documento in cui viene citata è un atto notarile risalente al 1475; secondo Giulio Cesare Capaccio, un erudito vissuto nel XVII secolo, sarebbe stata costruita da un membro della famiglia Festinese come ex voto verso la Madonna che avrebbe salvato la propria figlia dall'attacco di un lupo: tuttavia la presenza di tale famiglia nel territorio di Massa Lubrense è attestata a partire dal 1489.
Con l'aumento della popolazione sia di Massa Lubrense che dei casali circostanti la sola cattedrale non riusciva più a soddisfare tutte le esigenze dei fedeli: fu così che il vescovo della diocesi di Massa Lubrense Giovanni Andrea Belloni, nel 1566, ottenne da papa Pio V la concessione di elevare alcune chiese della diocesi a parrocchie e tra queste anche quella di Sant'Agata sui Due Golfi. L'evento comportò la costruzione di una nuova chiesa tra la fine del XVI e l'inizio del XVII secolo: la nuova struttura venne consacrata il 21 dicembre 1625 dal vescovo Maurizio Centini. Lo stesso vescovo, nel 1629, concesse il patronato di alcune cappelle sia a famiglie che già l'avevano in precedenza sia a nuove. Nel 1797 e nel 1798, a seguito di difficoltà economiche, la chiesa viene aiutata finanziariamente dalla Camera Reale. Durante il corso del XVIII secolo venne abbellita con elementi barocchi.

## Descrizione
La facciata della chiesa è semplice, divisa in due orizzontalmente da una trabeazione: nella parte inferiore è posto il portale d'ingresso sormontato da un'immagine della Madonna delle Grazie in maioliche del 1873: la Madonna è raffigurata con veste rosa e manto azzurro e il fondo è bianco. La parte superiore della facciata presenta un finestrone e un piccolo rosone. Sul lato destro della facciata è l'ingresso alla sala parrocchiale, mentre su quello sinistro si trova il campanile, diviso in tre ordini, con cella campanaria nell'ultimo e orologio maiolicato nel secondo: l'orologio, risalente alla fine del XVIII e l'inizio del XIX secolo, ha bordo in sfondo azzurro con motivi floreali, il quadrante ha sei cifre romane e piastrelle gialle, mentre le lancette sono in metallo.
Internamente la chiesa è a croce latina con un'unica navata lungo la quale si aprono tre cappelle su ogni lato: la volta è divisa tramite decorazioni di festoni a foglia in quattro settori, ognuno dei quali reca al centro, all'interno di esagoni, altre decorazioni in stucco; illuminano la navata quattro finestre su ogni lato. L'intradosso che divide la navata dal presbiterio è decorato da diciassette riquadri con motivi floreali, così come i due intradossi del transetto. Il transetto ha ad ogni estremità un altare e la volta è a crociera, con ha decorazioni in stucco riproducenti rose dei venti. Sull'altare maggiore è la cupola dalla forma emisferica, divisa in otto spicchi, e poggia su un tamburo nel quale si aprono tre finestre.
La pavimentazione della navata è costituito da riggiole a forma di rombo di colore bianco, verde e ocra, risalente alla seconda metà del XVII secolo, mentre lungo le pareti le riggiole sono nere. Sul lato sinistro, dopo la porta dell'ufficio parrocchiale, si trova la prima cappella, rifatta nel 1623 e di patronato della famiglia Perrella, i quali contribuirono nel 1615 con 500 auri alla costruzione della nuova chiesa, come testimoniato da un'epigrafe posta nella cappella; questa è dedicata a san Francesco e sull'altare è presente un polittico della prima meta del XVII secolo raffigurante, al centro, san Francesco, a sinistra, san Giuseppe con bambino, a destra, san Leonardo e la Vergine, nella parte alta, la Madonna di Loreto e, in quella bassa, il Cristo con gli apostoli: tutte le varie sezioni del polittico sono tavole eccetto quella centrale che è una tela, copia da Girolamo Muziano. Sulla parete di sinistra è posta una riproduzione del XVII secolo della Madonna del Pesce di Raffaello Sanzio. Il pavimento è in maiolica bianca, verde e ocra e risale alla seconda metà del XVII secolo: le mattonelle sono decorata a motivi floreali e al centro di ogni fascia si trova una mattonella più grande dov'è raffigurato san Francesco che riceve le stimmate mentre fra Leone legge. Segue la cappella dell'Angelo custode o delle Anime del Purgatorio così chiamata poiché sull'altare vi è appunto un quadro con questo tema, del XVII secolo; il pavimento e l'altare risalgono al XVIII secolo: il primo è in maiolica con motivi quadrilobati, il secondo è in marmo bianco, giallo antico, grigio e rosso antico ed è decorato con motivi floreali con al centro una croce in un medaglione a sua volta iscritta in paliotto a urna. La terza cappella, fondata da Domenico Morvillo nel 1577 e alla cui famiglia fu riconcessa dal vescovo Centini nel 1629, dopo la ricostruzione della chiesa, era originariamente dedicata a santa Caterina per poi essere intitolata al Cuore di Gesù: sull'altare una tela di Nicola Cacciapuoti con tema l'Immacolata, santa Caterina e san Carlo Borromeo. Ai piedi dell'altare si trova la lapide sepolcrale di Pietro Morvillo e Vittoria Amodio del 1736; il pavimento è in maioliche del XVIII secolo ed è abbellito con motivi floreali alternati a rose dei venti di colore arancione, giallo e azzurro.
Sul lato destro, dopo la porta d'accesso al campanile, è un fonte battesimale con copertura a baldacchino ottagonale in legno, dipinto con motivi floreali, mentre la fonte in pietra, decorata con una croce, risale al XVII secolo e si sostiene su una colonna. Segue quindi la prima cappella, dedicata dal 1629 a santa Maria di Costantinopoli, quando fu data in patronato alla famiglia Amodio: tuttavia, alla morte dell'ultimo erede, nella prima metà del XVIII secolo, la cappella ritornò alla chiesa e venne intitola a san Michele. Sull'altare è posto un quadro raffigurante San Michele, della fine del XVII secolo, copia da due dipinti di Luca Giordano, di cui uno si trova a Vienna e l'altro a Torino. La seconda cappella, consacrata al Crocifisso, di patronato della famiglia Pastena, fu fondata nel 1629 e restaurata nel 1770, anno in cui venne aggiunto l'altare in marmi policromi e il pavimento in maioliche, adornato con coppa centrale e motivi floreali e vegetali di colore bianco, azzurro, verde, marrone e giallo. Sull'altare è un busto in terracotta della Madonna risalente al XVIII secolo e un crocifisso in legno, posto all'interno di una cona creata nel 1885, simile a quella dell'altare maggiore, con colonne in marmo, capitelli decorati e frontone spezzato; nella volta della cappella, al centro, un medaglione in stucco, realizzato nell'anno del restauro. Della terza cappella, sempre di patronato dei Pastena, a cui fu riconcessa nel 1619 dal vescovo Ettore Gironda, si hanno notizie già nel 1502 e nel 1514: in origine dedicata a sant'Agnello, fu poi intitolata a sant'Agata, il cui busto in argento, realizzato dopo un furto alla fine degli anni 1980, grazie alle offerte dei santagatesi, è posto sull'altare. L'altare è in marmo bianco, nero, giallo antico e brecce verdi e venne commissionato da Stefano e Giovanni Pastena nel 1781: è decorato con volute e cartocci; il pavimento è in maiolica ed è datato allo stesso periodo dell'altare. Sulla controfacciata, nella cantoria, è posto l'organo, a otto registri, costruito nel 1929 in stile neogotico: particolare la decorazione che divide i vari registri con colonnine in legno dorato che sostengo degli archi inflessi.
Nel transetto, su ogni lato, si trova una serie di tre edicole con cornici a stucco, risalenti ai primi anni del XX secolo. La cappella sulla sinistra del transetto, di patronato della confraternita della Madonna del Rosario, alla quale fu nuovamente concesso nel 1629, presenta un altare in marmi policromi del XVIII secolo: i capialtare sono abbelliti con teste e ali di angelo, il tabernacolo, sormontato dalla colomba dello Spirito Santo e, più in basso, da due teste di angelo, ha portella in metallo dorato, il paliotto è a urna con al centro una croce e il resto decorato con cartocci e volute; l'altare è sormontato da un quadro raffigurante la Madonna del Rosario, di Giovan Vincenzo Forlì del 1622, incorniciato in una serie di sedici riquadri lignei che hanno come tema storie di Cristo e Maria. Da questo lato si ha accesso alla sacrestia, chiusa da una porta del XIX secolo. La cappella di destra invece, di patronato della famiglia Scoppa, a cui fu riconcessa nel 1629, è dedicato a sant'Antonio di Padova: l'altare è in marmi policromi del XVIII secolo, con paliotto ad urna e al centro medaglione con croce raggiata, mentre la zona del tabernacolo presenta una portella in metallo dorato con altorilievo di Cristo e sopra, tra due teste di angeli, la colomba dello Spirito Santo; sull'altare una tela della Madonna delle Grazie con Sant'Antonio e San Rocco, di Giovanni Antonio d'Amato il Giovane, risalente ai primi anni del XVII secolo; nella stessa cappella è una statua lignea del XIX secolo raffigurante la Madonna con Bambino.
Superati tre scalini si giunge all'altare maggiore: questo venne realizzato da Arcangelo Guglielmelli e Antonio Fontana tra il 1693 e il 1694, ma venne acquistato dal parroco Giambattista Casola nel 1845, che lo ottenne dai padri Gerolamini di Napoli, i quali lo custodivano in dei sotterranei: è costituito da marmi policromi, madreperla e pietre dure e le decorazioni raffigurano foglie, fiori, rami e uccelli; il ciborio ha forma ottagonale con copertura a cupola che poggia su quattro colonne; ai lati bassi dei capialtare le teste di cherubini. Sull'altare è il quadro della Madonna delle Grazie, risalente alla fine del XVII secolo, di scuola napoletana. Il dipinto è posto in una cona, creata per volere del parroco Paolo Gargiulo nel 1881: questa ha quattro colonne con capitelli corinzi e decorazioni a tempera, in particolare nella parte bassa si hanno elementi floreali e vegetali, mentre in quella alta delle strigliature; sulle colonne poggia una trabeazione che a sua volta regge il coronamento decorato con il monogramma mariano. Il pavimento è in maiolica della seconda metà del XVIII secolo. Anche la pavimentazione del presbiterio è in maioliche: davanti all'altare una coppa con dei fiori che poggia su una struttura architettonica, mentre intorno nature morte con foglie e bacche: i colori usati sono il verde, l'azzurro, il grigio, l'ocra, il bianco, il giallo e il nero e risale al XVIII secolo, vicino allo stile delle opere di Giuseppe Massa e Ignazio Chiaiese: la decorazione delle maioliche è molto simile a quella della chiesa del Divino Amore a Napoli.
La sala parrocchiale presenta sul fondo una cona in stucco, vuota al centro, ed altre decorazioni sempre in stucco come una stella a dodici punte e due rosoni: vennero realizzate all'inizio del XX secolo.